# Топільне
Топі́льне — село в Україні, у Луцькому районі Волинської області. Входить до складу Рожищенської міської громади. Населення становить 1300 осіб.
Згадується 8 грудня 1322 р. у грамоті князя Любарта Гедиміновича.

## Географія
Село розташоване на лівому березі річки Стир.

## Історія
У 1906 році село Рожиської волості Луцького повіту Волинської губернії. Відстань від повітового міста 25 верст, від волості 2. Дворів 140, мешканців 806.
12 червня 2020 року, згідно з розпорядженням Кабінету Міністрів України  № 708-р, село увійшло до складу Рожищенської міської громади.
19 липня 2020 року, в результаті адміністративно-територіальної реформи та ліквідації Рожищенського району, село увійшло до складу новоутвореного Луцького району.

## Населення
Згідно з переписом УРСР 1989 року чисельність наявного населення села становила 1280 осіб, з яких 598 чоловіків та 682 жінки.
За переписом населення України 2001 року в селі мешкали 1294 особи.

### Мова
Розподіл населення за рідною мовою за даними перепису 2001 року:
| Мова       | Відсоток |
| ---------- | -------- |
| українська | 98,85 %  |
| російська  | 0,85 %   |
| білоруська | 0,08 %   |
| польська   | 0,08 %   |

## Галерея

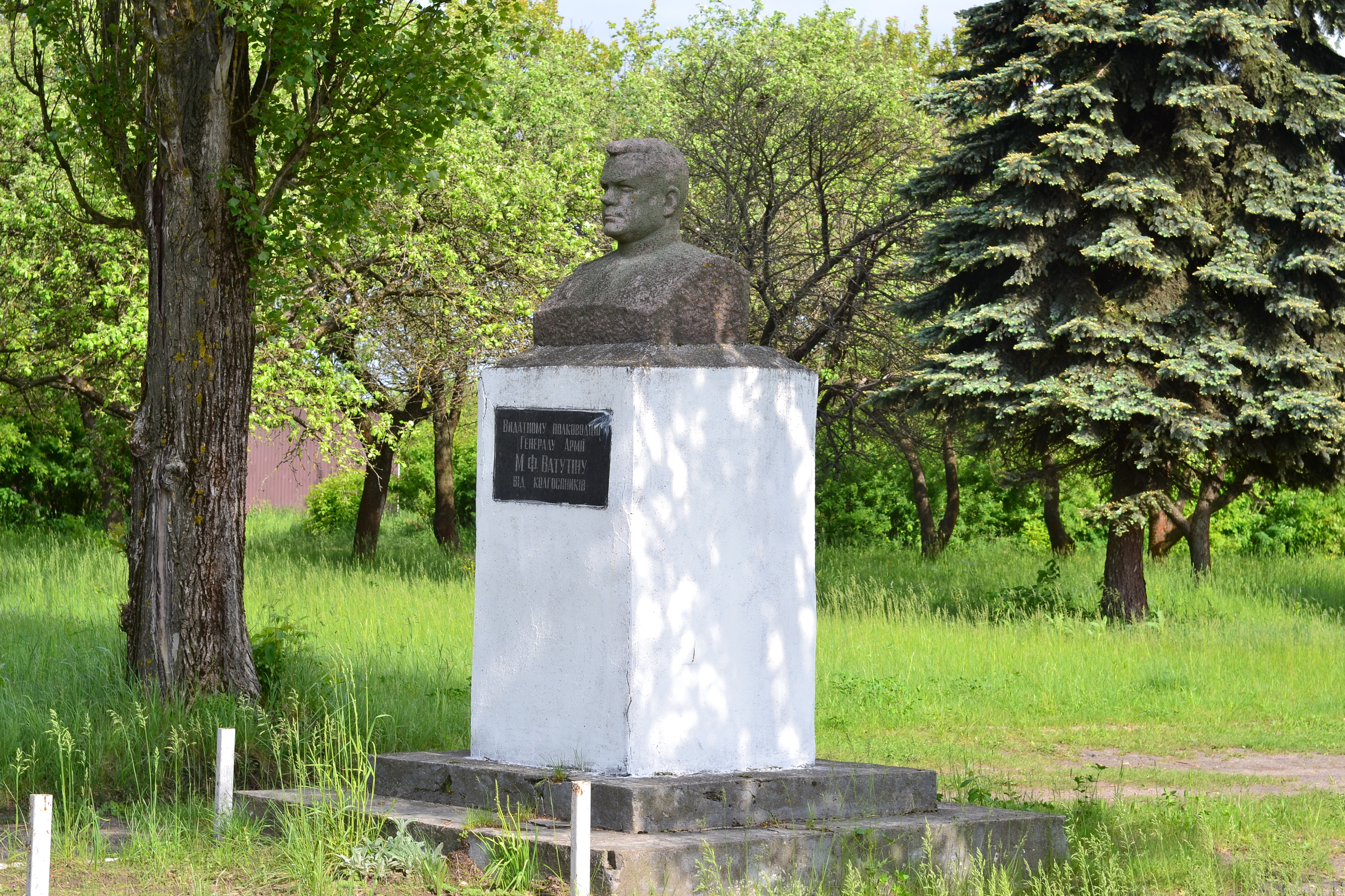
Пам'ятник М. Ф. Ватутіну (вул. Ювілейна)
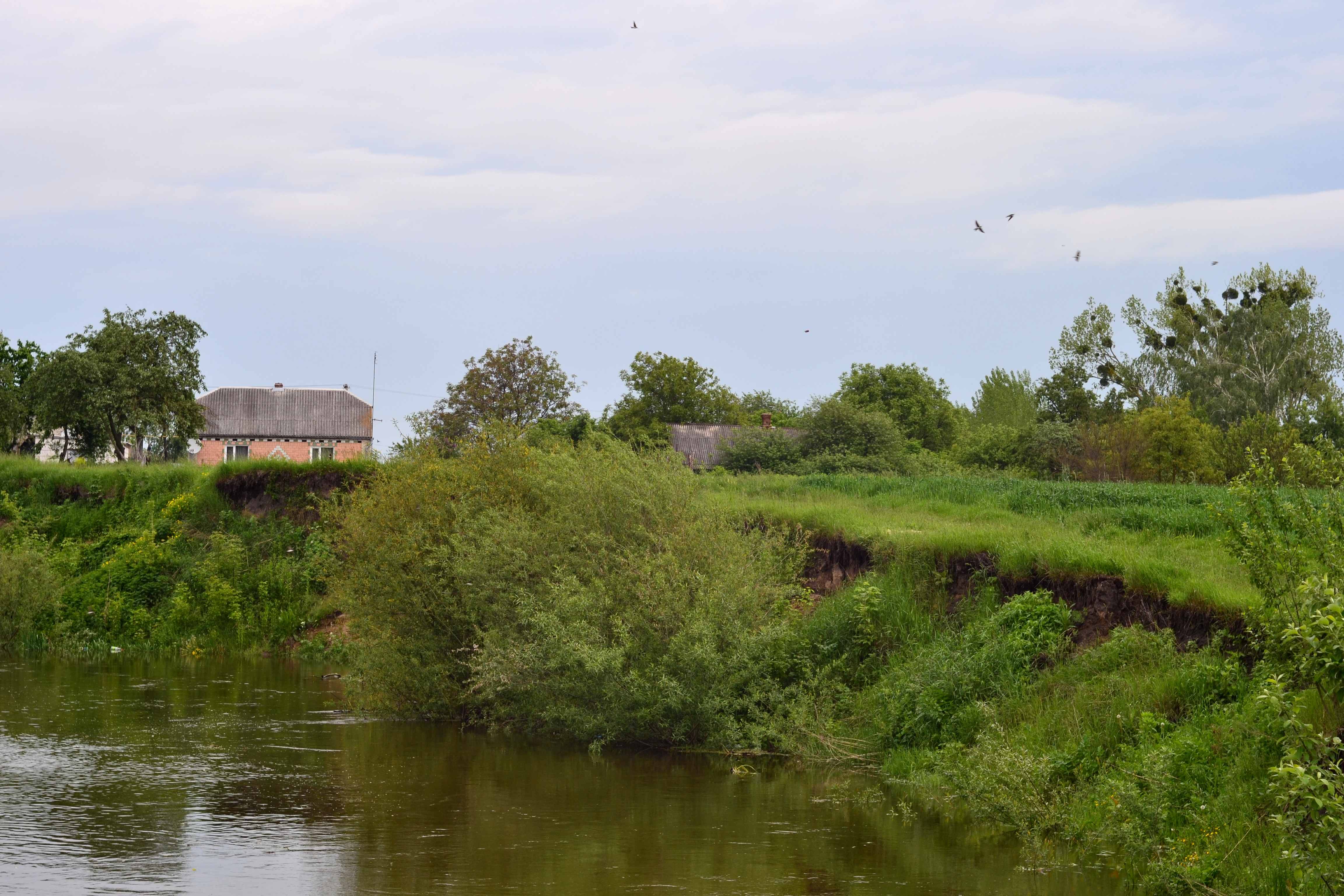
Топільно-2, поселення двошарове: тшинецько- комарівська культура доби бронзи і давньоруського часу Х—XIII ст. (на південно-східній околиці села, на лівому березі р. Стир)
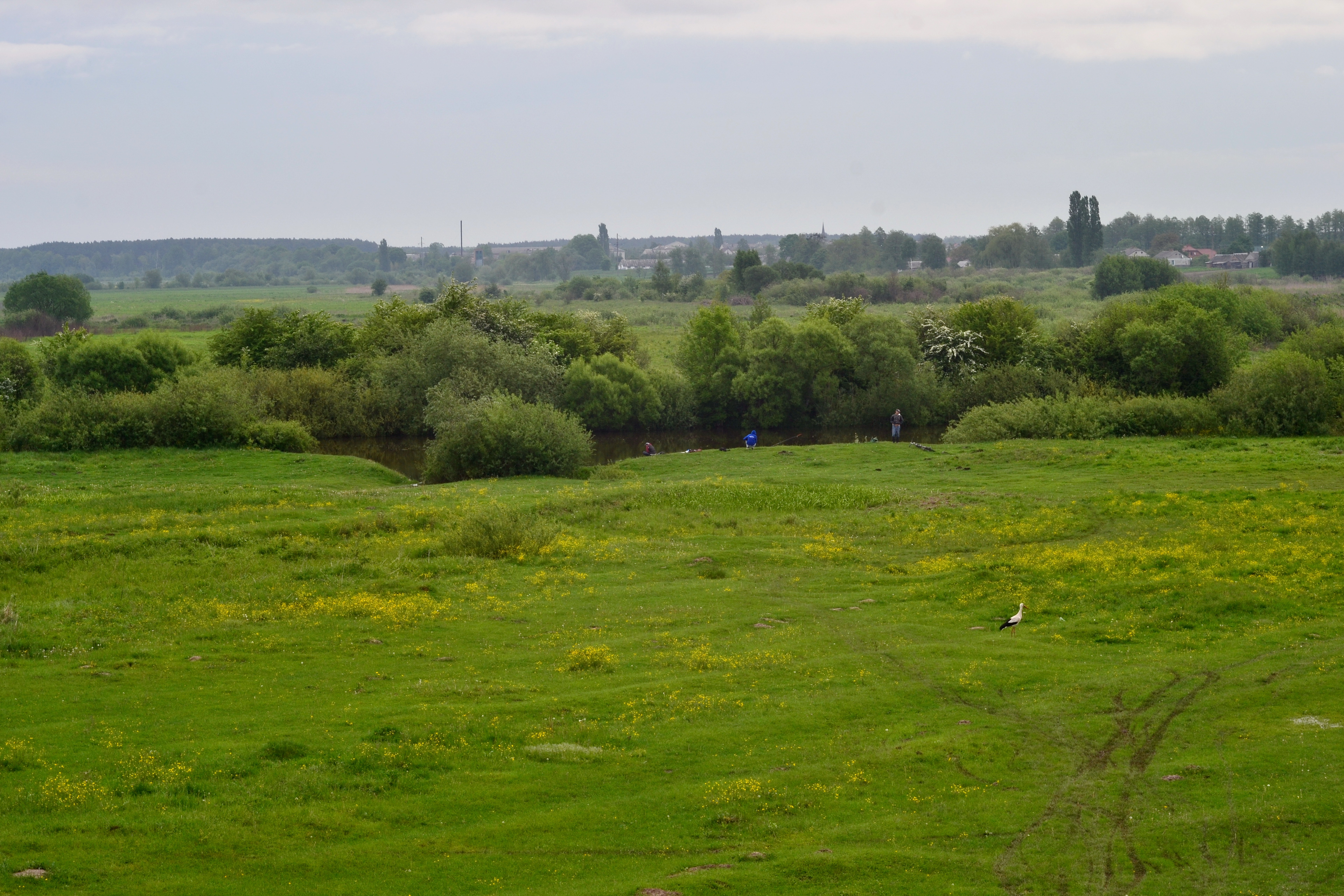
Топільно-1, поселення одношарове давньоруського часу Х—XIII ст. (в південно-західній частині села на лівому березі р. Стир)

## Цікаві місця
Місцева водойма в Урочищі Чебені.